# Andreas Wackwitz
Andreas Wackwitz (* 27. Februar 1893 in Primkenau, Niederschlesien; † 14. August 1979 in Lörrach) war ein deutscher evangelischer Geistlicher und Landespropst von Südwestafrika.

## Leben
Wackwitz wurde Anfang 1933 Pfarrer der deutschen evangelischen Gemeinde in Windhoek. Als Landespropst der deutschen Kirche in Südwestafrika war er Vorsitzender des Synodalvorstandes.
Er hinterließ umfangreiche unveröffentlichte Lebenserinnerungen. Diese verwendete sein Enkel Stephan Wackwitz als Basis für seinen Familienroman Ein unsichtbares Land.